# La felicidad (película de 1965)
La Felicidad ("Le Bonheur") es una película francesa dramática de 1965, dirigida por Agnès Varda. La película está asociada con la Ola Nueva francesa y ganó dos premios en el 15.º Festival Internacional de Cine de Berlín, incluyendo el Gran Premio del Jurado.

## Trama
François es un joven carpintero que trabaja para su tío, vive una vida cómoda y feliz, casado con su mujer Thérèse, una modista. La pareja tiene dos niños: Pierrot y Gisou. La familia suele pasear y hacer pícnic los días libres de primavera en un bosque a las afueras de la ciudad. A pesar de que François se siente feliz con su vida y ama a sus hijos y a su esposa, se enamora de Émilie, una mujer que trabaja en la oficina de correos, que lleva una vida independiente y tiene un apartamento propio. François es muy directo con Émilie y le dice la verdad sobre su familia, su felicidad y el amor que le profesa a su mujer y a sus hijos. 
Un fin de semana, mientras están en un día de campo, Thérèse le pregunta François por qué parece estar tan feliz últimamente. Al principio, él se niega a decirle por temor a herirla pero, tras la insistencia de ella, François explica que está feliz de estar con ella y con los niños, pero que se ha sentido más contento al encontrar a Émilie. Él explica que ella y los niños son como un campo de manzanos delimitado y que otro manzano externo se puede añadir a ese campo, complementándolos. Thérèse expresa su tristeza diciéndole a François que sólo lo quiere a él. Tras mantener un encuentro romántico, ambos quedan dormidos. Cuando François despierta, no encuentra a Thérèse y, tras buscarla desesperadamente con sus hijos, encuentra su cuerpo que unos pescadores han sacado del lago.
Tiempo después de que algunos parientes se hayan hecho cargo de los niños, pasado el verano, François regresa para trabajar y busca a Émilie. Pronto, ella está viviendo en su casa, cuidándolo a él y a los niños, incluso recogiéndolos de la escuela. La nueva familia es muy feliz y salen juntos a pasear al bosque, ahora otoñal, de las afueras de la ciudad.

## Reparto
- Jean-Claude Drouot como François
- Claire Drouot como Thérèse
- Olivier Drouot como Pierrot
- Sandrine Drouot como Gisou
- Marie-Francia Boyer como Émilie Savignard
- Marcelle Faure-Bertin
- Manon Lanclos
- Sylvia Saurel
- Marc Eyraud
- Cristiano Riehl
- Paul Vecchiali como Paul

Los personajes de Thérèse (Claire Drouot), la esposa de François, y su hijo e hija, Pierrot y Gisou, son interpretados por la familia verdadera del actor Jean-Claude Drouot (François en la película). Fue la única vez que aparecieron en alguna película.

## Recepción
En un tributo a la memoria de Agnès Varda en 2019, Sheila Heti, TAN Hamrah y Jenny Chamarette incluyeron a Le Bonheur entre sus películas favoritas de Varda, con Charmarette diciendo que era su favorita y describiéndola "como nada más: una película de horror envuelta en girasoles, una excoriante diatriba feminista que toca a la melodía de una balada de amor. Es uno de los filmes más aterradores que he visto." Hamrah llamó a Le Bonheur "la película más impactante de Varda", añadiendo "es profundamente subversiva y funciona como una película de horror [...] ¿Cuántos filmes son realmente impresionantes de la manera en que lo es Le Bonheur? No creo que haya muchos". Heti declaró "no tengo un favorito, pero en el que pienso más a menudo es probablemente Le Bonheur porque tiene un final tan devastador. Es quizás el más directo en cuestión de narrativa, y, al mismo tiempo, realmente radical – emocionalmente radical, llegado el final. [...]  Es imposible dejar de pensar en el final y qué  dice sobre el amor, la vida, el caos y el destino."